# Landesamt für Verfassungsschutz Hessen
Das Landesamt für Verfassungsschutz Hessen (LfV HE) ist ein deutscher Nachrichtendienst und die Verfassungsschutzbehörde des Landes Hessen mit Sitz in Wiesbaden. Der Dienst wurde am 19. Juli 1951 gegründet und ist als obere Landesbehörde dem Hessischen Innenministerium nachgeordnet. Er verfügt über sechs Abteilungen mit zweiundzwanzig Dezernaten. Im Haushaltsjahr 2023 umfasste die Behörde 386 Planstellen und ein Gesamtbudget von 36,8 Millionen Euro.

## Rechtliche Grundlage
Grundlage für die Arbeit des Hessischen Verfassungsschutzes bildet das Hessische Verfassungsschutzgesetz in der Neufassung von 2023, das am 12. Juli 2023 in Kraft trat.
Es wurde vom Bundesverfassungsgericht mit Beschluss vom 17. Juli 2024 für in Teilen verfassungswidrig erklärt. Mehrere dort geregelte Datenerhebungs- und Übermittlungsbefugnisse des Landesamts für Verfassungsschutz sind demnach mit dem Grundgesetz unvereinbar, weil sie gegen das allgemeine Persönlichkeitsrecht (Art. 2 Abs. 1 GG in Verbindung mit Art. 1 Abs. 1 GG) in seiner Ausprägung als Schutz der informationellen Selbstbestimmung verstoßen.

## Aufgaben
Aufgabe des Landesamtes für Verfassungsschutz Hessen ist nach § 2 Abs. 2 HVSG die Sammlung und Auswertung von Informationen über
- Bestrebungen, die gegen die freiheitliche demokratische Grundordnung, den Bestand oder die Sicherheit des Bundes oder eines Landes gerichtet sind oder die eine ungesetzliche Beeinträchtigung der Amtsführung der Verfassungsorgane des Bundes oder eines Landes oder ihrer Mitglieder zum Ziel haben,
- sicherheitsgefährdende oder geheimdienstliche Tätigkeiten im Geltungsbereich des Grundgesetzes für eine fremde Macht,
- Bestrebungen im Geltungsbereich des Grundgesetzes, die durch Anwendung von Gewalt oder darauf gerichtete Vorbereitungshandlungen auswärtige Belange der Bundesrepublik Deutschland gefährden,
- Bestrebungen im Geltungsbereich des Grundgesetzes, die gegen den Gedanken der Völkerverständigung (Art. 9 Abs. 2 des Grundgesetzes), insbesondere gegen das friedliche Zusammenleben der Völker (Art. 26 Abs. 1 des Grundgesetzes), gerichtet sind,
- Bestrebungen und Tätigkeiten der Organisierten Kriminalität im Geltungsbereich des Grundgesetzes.

## Befugnisse und Arbeitsweise
Das LfV ist nur beobachtend und unterrichtend tätig. Es hat keine polizeilichen Befugnisse (z. B. Festnahmen, Durchsuchungen, Beschlagnahmen, Platzverweise). Es darf die relevanten Informationen aber schon dann sammeln und auswerten, wenn tatsächliche Anhaltspunkte für Bestrebungen im Sinne des LfV-Gesetzes gegeben sind. Weder eine konkrete Gefahr noch eine begangene Straftat sind notwendig, um sein Tätigwerden zu legitimieren.
Im Bereich Rechtsextremismus hat das LfV das „Kompetenzzentrum Rechtsextremismus “(KOREX) eingerichtet. Zu dessen zentralen Aufgaben gehört unter anderem eine verstärkte Aufklärungs- und Präventionsarbeit. KOREX soll das Fachwissen über den Rechtsextremismus gezielt aufarbeiten. Aufgrund der zunehmenden Bedeutung des Internets in allen extremistischen Bereichen wurde im Jahr 2009 zudem das „Online Recherche Team Extremismus Terrorismus“ (ORTET) gegründet. Dieser soll insbesondere in nicht zugänglichen Bereichen des Internets recherchieren.
Die Informationen, die das LfV zur Wahrnehmung seiner Aufgaben benötigt, beschafft es aus offen zugänglichen Quellen, die jedem Bürger auch zur Verfügung stehen, z. B. aus Zeitungen, dem Internet, aus Zeitschriften, Broschüren, Flugblättern, Archiven und anderen Medien sowie aus Unterlagen anderer staatlichen Stellen. Darüber hinaus ist in bestimmten Fällen auch der Einsatz nachrichtendienstlicher Mittel zulässig.
Hierzu können gehören:
- die Observation,
- das Führen von Vertrauensleuten („Quellen“) in extremistischen Organisationen,
- das geheime Fotografieren oder Tonaufzeichnungen,
- die Nutzung von Tarnausweise oder Tarnkennzeichen.
- Überwachung des Brief-, Post- oder Fernmeldeverkehrs.

Das Landesamt für Verfassungsschutz informiert regelmäßig die Parlamentarische Kontrollkommission Verfassungsschutz und die obersten Landesbehörden über seine Erkenntnisse. Im Einzelfall dürfen auch andere Behörden, z. B. die der Strafverfolgung, zur Erfüllung ihres Auftrages durch das Landesamt für Verfassungsschutz über einschlägige Erkenntnisse unterrichtet werden.
Die Behörde steht im regelmäßigen Austausch mit dem amerikanischen Militärnachrichtendienst United States Army Intelligence, dessen 66th Military Intelligence Brigade einen Stützpunkt in Wiesbaden unterhält.

## Kontrolle
Der hessische Verfassungsschutz wird durch verschiedene Instanzen kontrolliert. Diese bestehen in der Rechts- und Fachaufsicht durch das hessische Innenministerium, der parlamentarische Kontrollkommission, dem Landesbeauftragten für Datenschutz sowie der G10-Kommission des Hessischen Landtages. Der Etat unterliegt einer Überprüfung durch den Hessischen Rechnungshofs. Darüber hinaus kommt auch der Öffentlichkeit eine Kontrollfunktion zu.

## Amtsvorsteher
Die Amtsvorsteher des Landesamtes für Verfassungsschutz Hessen wurden zunächst als Direktor (so noch Lutz Irrgang bis zum Jahr 2006) bezeichnet, später und bis heute dann als Präsident.
| Zeitraum                     | Name                        | Bemerkung |
| ---------------------------- | --------------------------- | --- |
| Juli 1951 – Februar 1952     | Paul Schmidt                | |
| März 1952 – Mai 1954         | Arno Maneck (kommissarisch) | |
| Juni 1954 – März 1955        | Karl Pforr                  | |
| April 1955 – Juni 1957       | Wilhelm Leyerer             | |
| Juni 1957 – November 1967    | Kurt Wolf                   | |
| Dezember 1967 – April 1976   | Werner Heede                | |
| Mai 1976 – August 1980       | Roderich Fabian             | |
| August 1980 – Oktober 1991   | Günther Scheicher           | |
| 1991–1993                    | Heinz Fromm                 | Präsident des Bundesamtes für Verfassungsschutz von 2000 bis 2012                                                                            |
| November 1993 – Juli 1999    | Hartmut Ferse               | |
| Juli 1999 – Oktober 2006     | Lutz Irrgang                | |
| November 2006 – Mai 2010     | Alexander Eisvogel          | Wechselte danach in das Bundesamt für Verfassungsschutz als Vizepräsident                                                                    |
| Juni 2010 – Februar 2015     | Roland Desch                | Im Februar durch den hessischen Minister des Innern und für Sport Peter Beuth mit sofortiger Wirkung in den einstweiligen Ruhestand versetzt |
| Februar 2015 – Dezember 2022 | Robert Schäfer              | bis zu diesem Zeitpunkt Präsident des Polizeipräsidium Westhessen und wurde im November 2022 zum Hessischen Landespolizeipräsident ernannt.  |
| seit Februar 2023            | Bernd Neumann               | bis 2015 Polizeibeamter beim LPP Hessen, seit 2018 Vizepräsident des LfV                                                                     |

## Affären und Kritik

### Doppelagent Kind
Der Amtmann im Landesamt Richard Kind wurde 1980, über Verwandte seiner Frau, von der Hauptverwaltung A (HVA) des Ministeriums für Staatssicherheit der DDR als Doppelagent geworben, nachdem er in finanzielle Schwierigkeiten geraten war. Er erhielt den Decknamen Bodva (XV 2760/81) und lieferte insgesamt 546 Quellenmeldungen, darunter über Verdachtsfälle der Spionageabwehr, das System der Verbleibskontrolle von Übersiedlern sowie über Codewörter für Abfragen bei Einwohnermeldeämtern und beim Kraftfahrtbundesamt. Pro Treff mit seinem Führungsoffizier soll er 300 bis 500 DM erhalten haben.

### NSU-Komplex
Zur Tatzeit des Mordes am 6. April 2006 an Halit Yozgat, dem neunten und letzten Todesopfer der NSU-Mordserie, hielt sich der Verfassungsschützer Andreas Temme in dem Internetcafé auf, in dem der Mord stattfand. Die Computerdaten zeigen, dass Temme noch um 17:01 Uhr im Internet surfte. Zu diesem Zeitpunkt war das Opfer bereits tot. Der Verfassungsschützer will von dem Mord nichts bemerkt haben. Am Tag der Tat hat Temme mit einem Rechtsradikalen zweimal telefoniert; um 13:00 Uhr und um 16:11 Uhr. Nach der Aussage eines ehemaligen Nachbarn soll Temme in seinem Wohnort als Jugendlicher den Spitznamen „Klein Adolf“ getragen haben. Für sechs weitere Tatzeiten der rechtsextremen Morde des NSU an Migranten hat Temme ebenfalls kein Alibi. Auf dem Dachboden des Verfassungsschützers fand die Polizei Auszüge aus Hitlers „Mein Kampf“, die mit der Schreibmaschine abgetippt wurden.
Die Onlineausgabe der Wochenzeitung Die Zeit berichtete am 24. Februar 2015:

„Abgehörte Telefonate des ehemaligen Verfassungsschutzmitarbeiters Andreas Temme, der damals am Tatort war, nähren aus Sicht der Anwälte […] den Verdacht, dass dieser im Vorfeld "konkrete Kenntnisse von der geplanten Tat, der Tatzeit, dem Tatopfer und den Tätern hatte" […]“

Im abgehörten Telefonat von Andreas Temme mit dem Geheimschutzbeauftragten des LfV hat dieser gesagt:

„Ich sag ja jedem: Wenn er weiß, dass irgendwo so etwas passiert, bitte nicht vorbeifahren.“

Bei einer Vernehmung am 22. April 2006 gab Andreas Temme an, dass er einen Hells Angel gut kenne, bei dem es sich laut dem ermittelnden Kriminalbeamten mutmaßlich um den Hells-Angels-Anführer Michael S. handelt, bei dem vertrauliche Dokumente ("VS – Nur für den Dienstgebrauch") des sächsischen Landeskriminalamts gefunden wurde. Der betreffende Verrat von Dienstgeheimnissen wurde bis heute nicht aufgeklärt.
Der Verfassungsschutz hat im Oktober 2012 eine Werbeanzeige des in der JVA Hünfeld inhaftierten Rechtsextremisten Bernd T. zum Aufbau einer rechtsextremistischen Organisation mit dem Namen AD Jail Crew in der Motorradzeitschrift "Biker News" übersehen, obwohl der Verfassungsschutz diese Zeitschrift abonniert hat.

### Big-Brother-Award
Für das geplante neue Verfassungsschutzgesetz und für die geplante Novellierung des hessischen Polizeigesetzes erhielt die CDU-Fraktion gemeinsam der Grünen-Fraktion im Hessischen Landtag 2018 den Negativpreis BigBrotherAward in der Kategorie Politik. Laudator Rolf Gössner beschrieb die Gesetzesinitiative als „gefährliche Ansammlung gravierender Überwachungsermächtigungen, die tief in Grundrechte eingreifen und den demokratischen Rechtsstaat bedrohen.“